# Tamula
Tamula (est. Tamula järv) – jezioro na obszarze gminy Võru w prowincji Võrumaa, w Estonii. Ma powierzchnię 211 hektarów, maksymalną głębokość 7,5 m. Pod względem powierzchni jest dwudziestym piątym jeziorem w Estonii. Sąsiaduje z jeziorem Vagula. Nad brzegami jeziora położone jest Võru.
W jeziorze występują między innymi płocie, szczupaki, sandacze, wzdręgi, leszcze, okonie, ukleje, karpie, węgorze, miętusy i liny.